# Rhodothermus
Rhodothermus è un genere di batteri appartenente al dominio dei Prokaryota che si caratterizza contenere un gran numero di specie dalle abitudini termofile o termofile estreme. Alcune delle specie contenute, otre ad essere termofile, presentano anche caratteristiche alofite.
È stato descritto per la prima volta da Alfredsson et al. nel 1995 e comprende specie come Rhodothermus marinus e Rhodothermus profundi.